# Робін Воррен
Джон Ро́бін Во́ррен (англ. John Robin Warren; 11 червня 1937, Аделаїда, Австралія — 23 липня 2024) — австралійський патолог і вчений, лауреат Нобелівської премії з фізіології і медицини 2005 року. У 1979 році він відкрив (або перевідкрив) бактерію Helicobacter pylori та довів її зв'язок із пептичною виразкою та гастритом. Кавалер ордена Австралії.

## Біографія
Робін Воррен народився 11 червня 1937 року в Аделаїді. Отримав ступінь бакалавра в Університеті Аделаїди. У 1967 році почав дослідницьку кар'єру в Королівському коледжі патологів Австралії і став старшим патологом Королівського госпіталю Перта, де пройшла основна частина його наукової кар'єри. Разом з Баррі Маршаллом показав, що виразка шлунку в більшості випадків викликається бактерією Helicobacter pylori.

## Нагороди
У 2005 році Робін Воррен і його колега Баррі Маршалл отримали Нобелівську премію з фізіології і медицини «За роботи по вивченню впливу бактерії Helicobacter pylori на виникнення гастриту і виразки шлунку і дванадцятипалої кишки».
- 2007 — кавалер ордена Австралії вищого ступеня.